# Пинту ди Соуза, Флавиу
Фла́виу Пи́нту ди Со́уза (порт.-браз. Flávio Pinto de Souza; 12 марта 1980, Нитерой) или Флавио — бразильский футболист, защитник.

## Карьера
В 2003 году перешёл в новороссийский «Черноморец», где провёл 17 игр. Затем в период с 2003 по 2007 год играл в Бразилии (в составе «Сантоса» стал чемпионом Бразилии 2004), с 2007 играет в Греции. В январе 2010 года стал игроком клуба «Лариса».